# Toxeumelloides cavigena
Toxeumelloides cavigena är en stekelart som beskrevs av Boucek 1993. Toxeumelloides cavigena ingår i släktet Toxeumelloides och familjen puppglanssteklar. Inga underarter finns listade i Catalogue of Life.